# Justicia kampotensis
Justicia kampotensis är en akantusväxtart som beskrevs av R.Ben.. Justicia kampotensis ingår i släktet Justicia och familjen akantusväxter. Inga underarter finns listade i Catalogue of Life.